# Grand Prix Sotchi Mayor
Ne doit pas être confondu avec Grand Prix de Sotchi.
Le Grand Prix Sotchi Mayor est une course cycliste disputée en Russie. Créée en 2015, la course fait partie de l'UCI Europe Tour en catégorie 1.2. La première édition est remportée par le Russe Sergey Firsanov.

## Palmarès
| Année | Vainqueur,      | Deuxième            | Troisième      |
| ----- | --------------- | ------------------- | -------------- |
| 2015  | Sergey Firsanov | Alexander Foliforov | Artem Ovechkin |